# Val de Virvée
Val de Virvée is een gemeente in het Franse departement Gers (regio Occitanie). De plaats maakt deel uit van het arrondissement Condom. Val de Virvée is op 1 januari 2016 ontstaan door de fusie van de gemeenten Aubie-et-Espessas, Saint-Antoine en Salignac. De gemeente telde 3.744 inwoners op 1 januari 2022.

## Geografie
De oppervlakte van Val de Virvée bedroeg op 1 januari 2022 20,79 vierkante kilometer; de bevolkingsdichtheid was toen 180,1 inwoners per km².

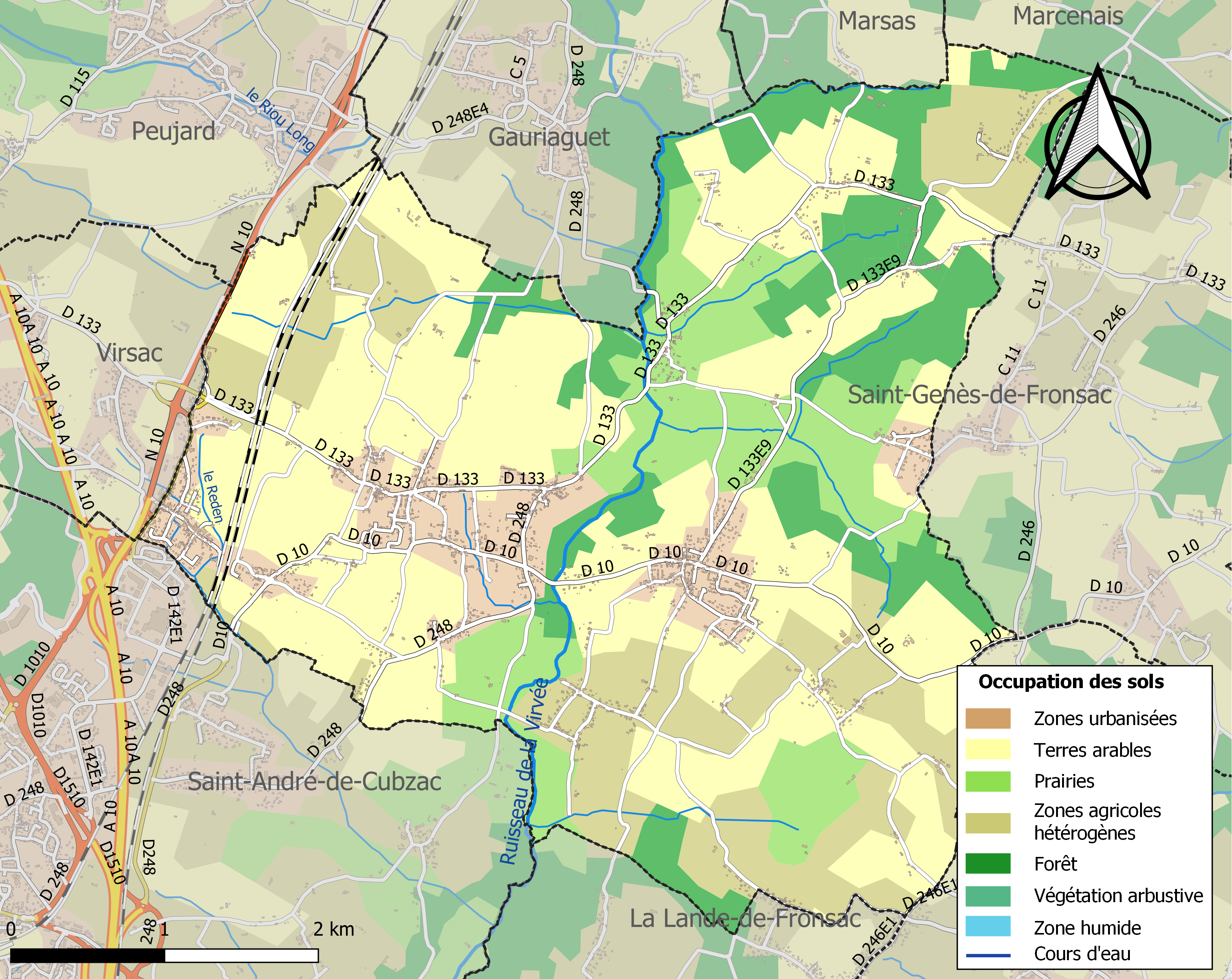
Kaart van de gemeente met belangrijkste infrastructuur, bodemgebruik en omliggende gemeenten

## Verkeer
In de gemeente ligt de spoorweghalte Aubie - Saint-Antoine.